# 矢口長右衛門
矢口 長右衛門（やぐち ちょうえもん、前名・縫太郎、1867年7月12日（慶應3年6月11日） - 1935年（昭和10年）11月4日）は、日本の実業家、政治家（貴族院議員）、栃木県多額納税者。族籍は栃木県平民。

## 人物
先代矢口長右衛門の長男。高松長三の実兄。家は代々農業及び醤油・醸造業を営み、栃木県下の大地主である。
1887年、東京専門学校（早稲田大学の前身）英語本科を卒業。帝国大学法科大学選科に入り、理財学を専攻し、帰郷して祖業を継承する。1911年、家督を相続し、旧名・縫太郎を改めて先代の名を継ぐ。
早稲田大学評議員、塩谷郡醤油組合長、宝積寺銀行頭取、宝積寺銀行取締役監督、宇都宮電球取締役会長、矢板銀行、小川銀行、喜連川興業銀行、下野中央銀行、下野新聞、宝積寺米券倉庫、宇都宮米券倉庫、塩原軌道各取締役、東海生命保険監査役などをつとめた。住所は栃木県塩谷郡北高根沢村。
1918年（大正7年）栃木県多額納税者として貴族院議員に互選され、同年9月29日から1925年（大正14年）9月28日まで1期在任した。

## 家族・親族
矢口家
- 祖母・久良子（1833年 - ?、茨城、小室平次右衛門の長女）[5]
- 父・長右衛門（栃木平民）[1][5]
- 母・浪子（1851年 - ?、茨城、小室俊平の長女）[1]
- 弟・理喜（1890年 - ?）[5]
- 妻・信子（1871年 - ?、栃木、三澤七郎平の長女[1]、三澤虎一の妹[8]）
- 男・實（1907年 - ?）[8]
- 長女・富美子（1895年 - ?、栃木、藤平謹一郎の息子眞の妻）[4][8]
- 三女・隆子（1901年 - ?、埼玉、武政恭一郎の二男俊次の妻）[4]
- 四女・英子（1903年 - ?、埼玉、田中源太郎の妻）[4]
- 五女・松子（1912年 - ?、茨城、狩野義胤の長男孝之の妻）[8]

親戚
- 長女の夫の父・藤平謹一郎（下野新聞社長）
- 三女の夫の父・武政恭一郎（会社重役）
- 四女の夫・田中源太郎（埼玉県多額納税者、酒造業、貴族院議員田中源太郎の長男）
- 実弟・高松長三（衆議院議員）
- 曾孫・狩野明男 (衆議院議員)
- 曾孫の妻・狩野安 (参議院議員)
- 曾孫の妻の父・加藤高蔵 (衆議院議員)
- 玄孫・狩野岳也 (茨城県議会議員)